# Schloss Tronjoly

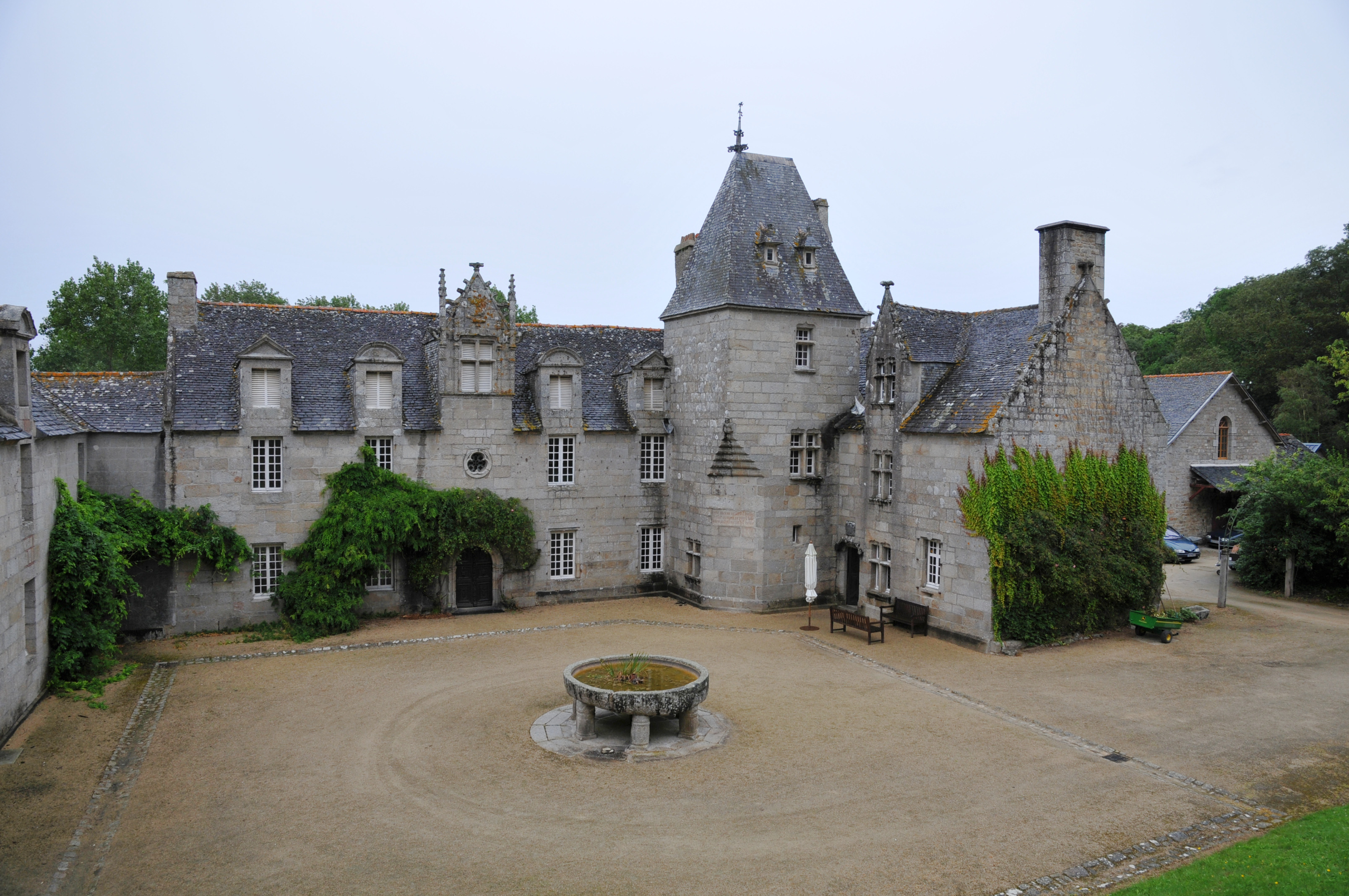
Schloss Tronjoly, Nord- und Ostflügel

Das Schloss Tronjoly (französisch Manoir de Tronjoly, seltener auch Château de Tronjoly) ist ein Landschloss nordwestlich von Cléder in der Bretagne. Im 16. Jahrhundert begonnen und im 17. Jahrhundert umgebaut, steht die dreiflügelige Anlage seit dem 23. Juli 1981 als klassifiziertes Monument historique unter Denkmalschutz. Ihr Park und die Schlosskapelle stehen Besuchern das ganze Jahr hindurch unentgeltlich offen. An jeweils einem Tag in den Monaten Juli und August sind im Rahmen einer Führung auch die Innenräume des Gebäudes zu besichtigen.

## Geschichte
Ein erstes festes Haus an diesem Ort ist bereits für das Jahr 1390 verbürgt. Sein damaliger Besitzer Guyon de Kergoët stammte aus einer alten bretonischen Familie, die erstmals 1296 erwähnt wurde. Sein Nachfahr Christophe der Kergoët, Seigneur von Tronjoly, ließ ab 1535 einen Neubau errichten. Sein Wappen und sein Motto S’il plaît à Dieu (deutsch Wenn es Gott gefällt) finden sich heute noch mehrfach in dem Schloss. Charles Louis de Kergoët ließ diese Anlage während des 17. Jahrhunderts im Stil des klassizistischen Barocks verändern und eine erhöhte Terrasse gegenüber dem Nordflügel errichten. Sein Enkel Louis Charles de Kergoët, Sohn von Ollivier Gabriel de Kergoët und seiner Frau Françoise Gabrielle de Goujon de la Palue, starb 1774 ohne Nachkommen, und so kam der Besitz an dessen Neffen Ambroise Toussaint de Parcevaux, seigneur de Kerarméar. Er war der Sohn von Louis Charles’ Schwester Marie Madeleine de Kergoët, die 1738 Claude-Marie de Parcevaux geheiratet hatte. 1883 gelangte die Anlage – wieder durch Heirat einer Tochter des Besitzers – an die Familie Hervé du Penhoat. Heute ist sie Eigentum der Familie Sagazan.

## Beschreibung
Über eine rund 180 Meter lange Eichenallee erreicht der Besucher von Süden kommend das kleine Landschloss. Es ist ein typisches Beispiel für die bretonische Architektur in der Zeit der frühen Renaissance, die noch merklich im gotischen Stil des Flamboyants verhaftet war. Seinen Namen hat das Manoir von dem bretonischen Ausdruck Traonjoliff, was im Deutschen „das schöne Tal“ (französisch le joli val) bedeutet.
Die Trakte der dreiflügeligen Anlage umschließen einen nach Südosten offenen Innenhof. In seiner Mitte steht ein Wasserbecken aus Granit, das italienischen Vorbildern nachempfunden ist. Der Westflügel aus dem Jahr 1684 diente früher zu Wirtschaftszwecken und beherbergte die Stallungen. Der ihm gegenüberliegende Ostflügel ist nur halb so lang wie der Westtrakt. Über seiner Eingangstür findet sich das Allianzwappen Olivier de Kergoëts und seiner Frau Marie du Louet, die 1580 Herren von Tronjoly waren. Im Erdgeschoss dieses Flügels aus der ersten Hälfte des 14. Jahrhunderts befindet sich die Küche.

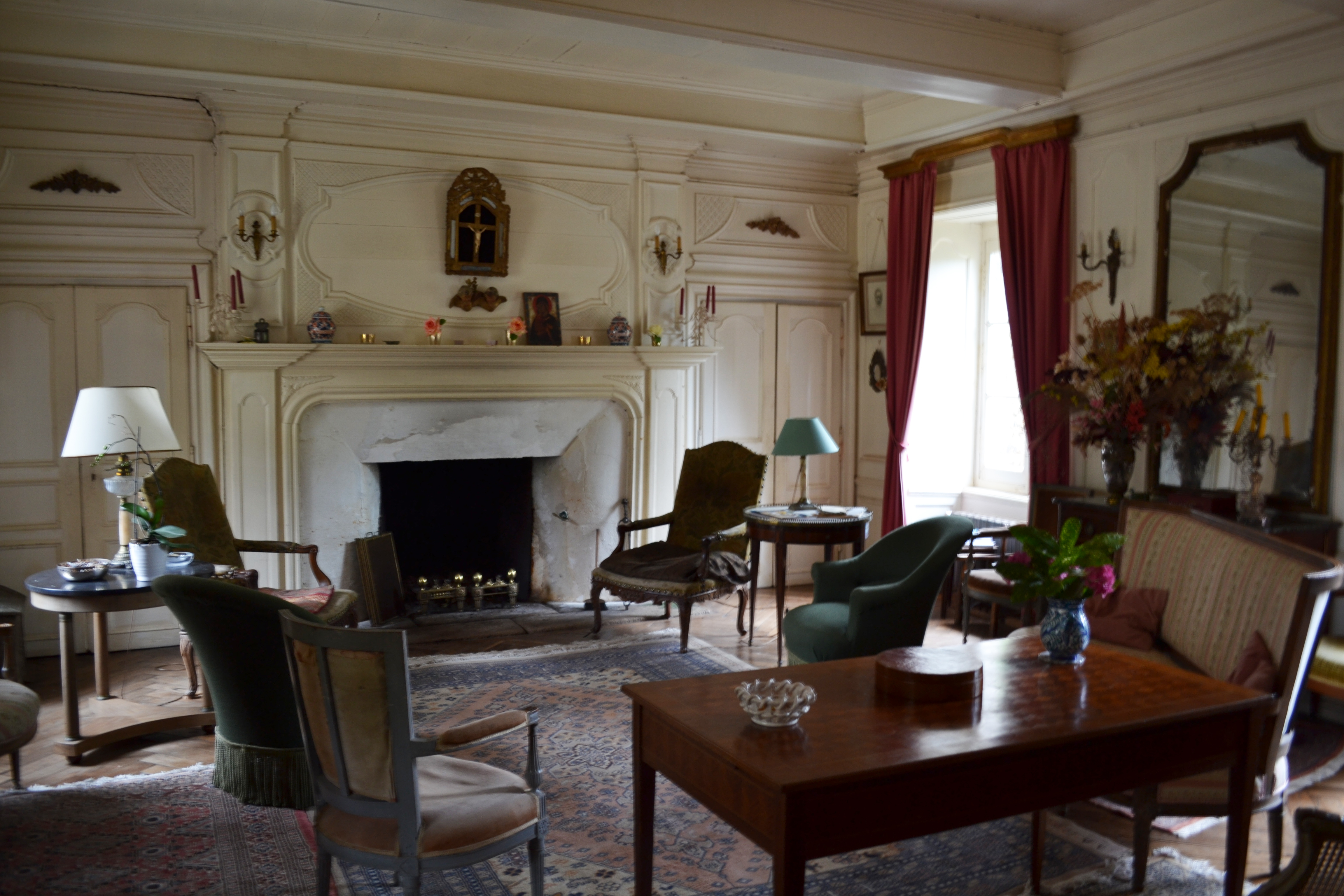
Der Große Salon

Der zweigeschossige Nordflügel ist das Logis der Anlage. In seiner Mittelachse befindet sich der rundbogige Haupteingang mit einer zweiflügeligen Tür aus Eichenholz, deren Schnitzereien unter anderem die Wappen der Familien Kergoët und Creac’hquérault zeigt. Die Tür stammt aus dem Jahr 1683. Ein darüber liegendes Ochsenauge ist mit Maßwerk in Form eines Dreipasses verziert. Auf Höhe des Dachgeschosses findet sich mittig eine Lukarne mit reich skulptiertem Dreiecksgiebel und schlanken Fialen. Die übrigen Dachfenster finden sich in weniger aufwändigen Lukarnen, die abwechselnde Verdachungen aus Rundbögen und schlichten Dreiecksgiebeln besitzen. Im Inneren des Logis befinden sich Säle. Einer davon ist der Große Salon (französisch grand salon) mit einer Ausstattung aus dem 17. Jahrhundert. Zu dieser zählt die weiße Täfelung des Zimmers sowie ein großer Marmorkamin. Das Mobiliar des Raums stammt aus dem 18. Jahrhundert.
Im Winkel von Nord- und Ostflügel steht ein wuchtiger Vierecksturm, der noch zum Baubestand des 16. Jahrhunderts gehört. Davon zeugen nicht nur seine Kreuzstockfenster mit flachen Kielbögen, sondern auch die Jahreszahl 1535. Seine drei Geschosse werden von einem hohen Walmdach abgeschlossen. Als Besonderheit besitzt er im Erdgeschoss eine abgeflachte Ecke an der Hofseite, sodass der Turm erst in den Obergeschossen einen viereckigen Grundriss besitzt. An der abgeflachten Stelle ist eine Steintafel mit der Inschrift: ouir messe ne tardit home / doner aumone ne povrit home / bien autrui ne richit home befestigt. Im Turminneren befindet sich eine gotische Wendeltreppe aus Stein. Ihre Decke besitzt ein Kreuzrippengewölbe das mit einer Hermelinbemalung verziert ist. Im Gebäude gibt es noch eine weitere Treppe. Sie ist aus Holz gefertigt, besitzt zwei gerade Stufenbahnen mit Umkehrpodest und ein schmiedeeisernes Treppengeländer. Die Decke dieses Treppenhauses ist mit einer Malerei aus dem Jahr 1740 verziert. Sie zeigt eine Allegorie der Nacht, wie sie den Tag jagt. In den vier Ecken des Gemäldes ist das Wappen der Familie Kergoët dargestellt.

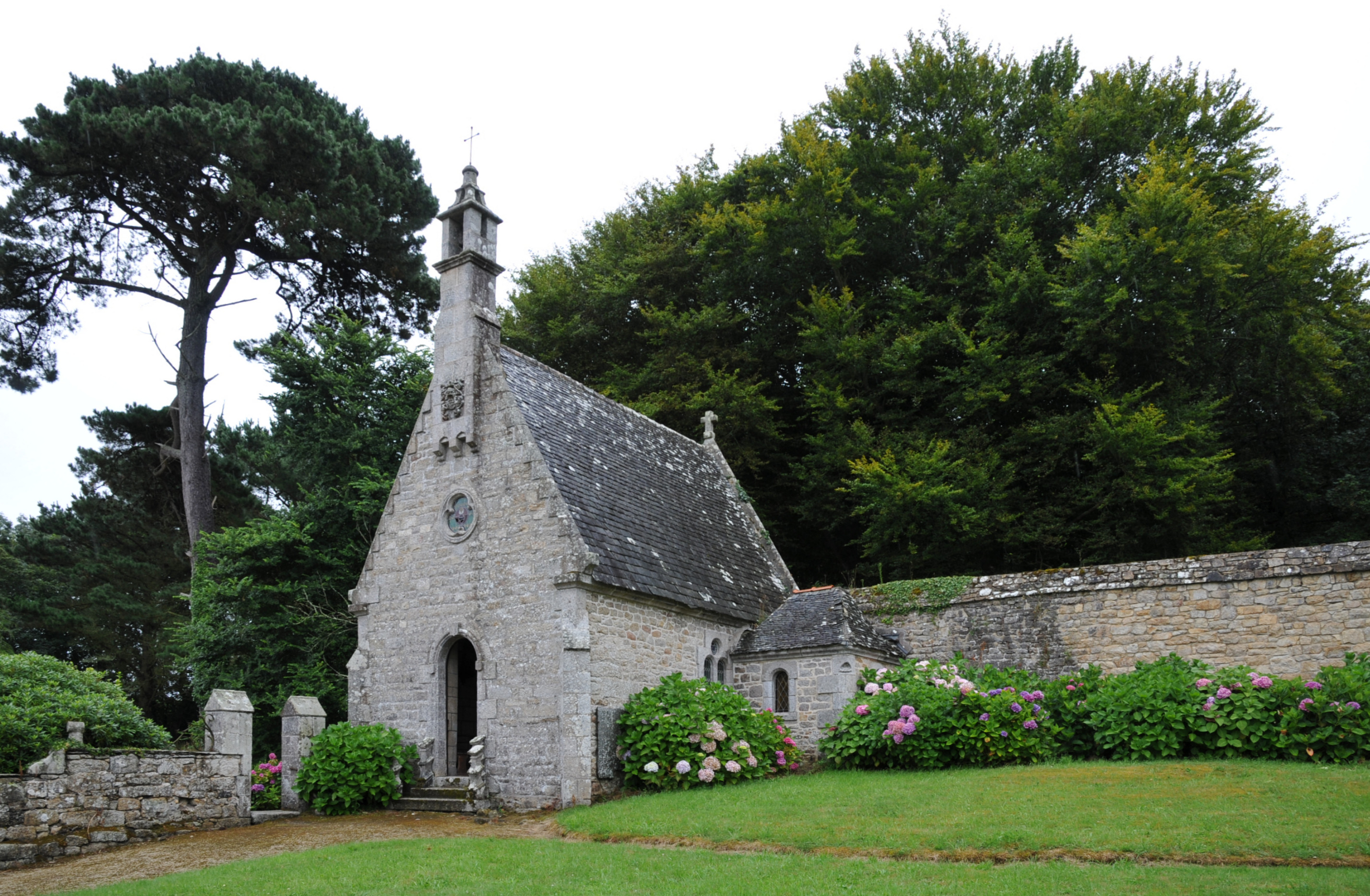
Die Schlosskapelle

Dem Logis gegenüber liegt im Süden eine erhöhte Terrasse mit einer steinernen Baluster-Brüstung, zu der eine Treppe in der Südecke des Innenhofs hinaufführt. An der Ostecke der Terrasse steht eine kleine Kapelle von 1880 mit angeschlossener Sakristei, die zu Beginn des 20. Jahrhunderts erneuert wurde. Der kleine rechteckige Bau besitzt im Inneren eine Decke mit Spitzbogengewölbe und wird durch drei Zwillingsfenster beleuchtet. Die Südecke der Terrasse wird durch das Wohnhaus des einstigen Schlosskaplans eingenommen.
Etwa auf halber Strecke der Zufahrtsallee steht östlich davon auf einem Feld der zum Schloss gehörige Taubenturm aus dem 16. Jahrhundert. Das Mauerwerk des runden Baus besteht aus Granitquadern, in die – über 20 Reihen verteilt – etwa 600 Fluglöcher eingelassen sind. Das Turmdach ruht auf kleinen, einfachen Steinkonsolen.